# Далас (Орегон)
Далас (енгл. Dallas) град је у америчкој савезној држави Орегон.

## Демографија
По попису из 2010. године број становника је 14.583, што је 2.124 (17,0%) становника више него 2000. године.
| Група             | 2000.          | 2010.          |
| Белци             | 11.377 (91,3%) | 12.967 (88,9%) |
| Афроамериканци    | 22 (0,2%)      | 33 (0,2%)      |
| Азијати           | 69 (0,6%)      | 111 (0,8%)     |
| Хиспаноамериканци | 500 (4,0%)     | 867 (5,9%)     |
| Укупно            | 12.459         | 14.583         |